# 남자는 괴로워 14
남자는 괴로워 14(男はつらいよ 寅次郞子守唄: Tora-san's Lullaby)는 일본에서 제작된 야마다 요지 감독의 1974년 코미디 영화이다. 아츠미 키요시 등이 주연으로 출연하였다.

## 출연

### 주연
- 아츠미 키요시
- 바이쇼 치에코

### 조연
- 토아케 유키요
- 카미죠 츠네히코
- 하루카와 마스미
- 츠키테이 하포우
- 마에다 긴
- 시모조 마사미
- 미사키 치에코
- 다자이 히사오
- 류 치슈